# Plaza España (Santa Fe)
La Plaza España es una plaza pública en el centro de la ciudad de Santa Fe, Argentina. En la plaza se encuentra el registro civil y el Museo Ferroviario Regional de Santa Fe, y está a una manzana de la concurrida estación Terminal General Manuel Belgrano, lo cual hace que la plaza sea una zona muy transitada de la ciudad.

## Historia
Para el año 1850, la zona de la actual Plaza España se conocía con el nombre de "Plaza de las Carretas" por las carretas que transportaban madera y carbón que se estacionaban allí. En 1866 se delimitó el perímetro de la plaza a dos manzanas urbanas y se le cambió el nombre a la plaza a "Plaza El Progreso". En 1876 se redujo el perímetro a una sola manzana, tamaño que perdura hoy en día.
El 24 de abril de 1900 se rebautizó la plaza como "Plaza España" por Ordenanza Municipal N°264.
En 1992 se instaló el obelisco, ubicado actualmente en el centro de la plaza.
Para el 2018 el estado de la plaza estaba bastante desgastado. Vecinos y comerciantes locales pedían al gobierno municipal reformas a la plaza para mejorar su aspecto.